# Kärlekstjuven
Se även: Kärlekstjuven (film, 1919), amerikansk stumfilm.
Kärlekstjuven är en tysk komedifilm med musikinslag från 1930 i regi av Hanns Schwarz. Filmen bygger på Louis Verneuils pjäs Guignol le cambrioleur och gjordes samma år i en fransk version, Flagrant délit.

## Rollista
- Ralph Arthur Roberts – Albert Dumontier
- Lilian Harvey – Renée Dumontier
- Willy Fritsch – Jean Durand
- Heinz Rühmann – Herr Sérigny
- Oskar Sima – Amedée
- Gertrud Wolle – Hortense
- Kurt Gerron – poliskommissarie
- Paul Henckels – poliskommissarie